# Balledent
Balledent é uma comuna francesa na região administrativa da Nova Aquitânia, no departamento de Alto Vienne. Estende-se por uma área de 12.28 km². Em 2010 a comuna tinha 199 habitantes (densidade: 16,2 hab./km²).